# Cheumatopsyche smithi
Cheumatopsyche smithi är en nattsländeart som beskrevs av Gordon 1974. Cheumatopsyche smithi ingår i släktet Cheumatopsyche och familjen ryssjenattsländor. Inga underarter finns listade i Catalogue of Life.